# Lista över moderna bepansrade stridsfordon
Den4här är en lista över  moderna pansarstridsfordon som tillverkats sedan andra världskriget

## Algeriet
- BCL-M5

## Argentina
- TAM
- VCTP
- Patagón

## Australien

### Hjulförsedda bepansrade stridsfordon
- ASLAV (australisk LAV-25 -serie)
- Boxer AFV

### Infanteristridsfordon
- M113 bepansrad personalbärare (endast modifieringar)
- Bushmaster IMV
- Shorland S600 (Design av Short Brothers plc köpt 1996 av BAE Systems Australia, med senare varianter producerade av Tenix Defence )

## Azerbajdzjan
- Matador 4x4 (Mine Resistant Ambush Protected vehicle)
- Marauder 4x4 (Mine Resistant Ambush Protected vehicle)

## Belgien
- BDX (APC)
- Cobra -serien
- SIBMAS
- FN 4RM-62F AB

## Belarus
- 2T Stalker

## Brasilien

### Infanteristridsfordon
- EE-3 Jararaca
- EE-9 Cascavel
- EE-11 Urutu
- VBTP-MR Guarani
- VBTP-Charrua
- EE-T4 Ogum
- FNM Cutia

### Stridsvagnar
- EE-T1 Osório
- Bernardini MB-3 Tamoyo
- X1A2

- Astros II MLRS flera raketgevär

### 4×4 pansarvagn
- VBPED 4×4 CTEx lätt pansarvagn
- Marruá M27 VPBL Agrale/OTT 4×4 lätt pansarvagn
- GUARÁ Avibrás 4×4 lätt pansarvagn
- VBL Gladiador 4×4 lätt pansarvagn
- AV-VU4 AM medium 4×4 pansarvagn
- AV-VBL Tung 4×4 pansarvagn

### Andra
- EE-17 Sucuri
- EE-18 Sucuri II

## Bulgarien
- BMP-23
- Tundzha självgående murbruk (spår, 120 mm)
- Podnos självgående murbruk (spår, 82 mm)
- MT-LB versioner
- BTR-60PB-MD1

## Chile
- Piraña 6×6
- Piraña 8×8
- VTP-1 Orca
- VTP-2 Escarabajo

## Colombia
- BTR-80 Caribe
- Hunter TR-12

## Egypten

### Stridsvagnar
- Ramses-II huvudstridsvagn
- T-62 varianter RO-115, RO-120 och T-62E
- M60 Patton (lokalt uppgraderad)
- M1A1 Abrams ( lokalt producerad )

### Infanteristridsfordon
- Fahd
- Lynx infanteristridsfordon
- Walid

### Bepansrade spaningsfordon
- Tiger Kader-120 4×4 Pansarspaningsscout (lokalbyggd)[1][2][3][4]

### Tankjagare
- Lokalt modifierad antipansarhumvee- variant

### Självgående luftvärn
- BTR-152 lokalt utrustad med fyrdubbla DShK

## Finland

### Infanteristridsfordon
- Patria AMV
- Protolab Misu
- Sisu Pasi (XA-180, -185, -202, -203)
- Sisu GTP

### Multirollstridsfordon
- Patria 6×6

## Frankrike

### Stridsvagnar
- AMX 13
- AMX 30
- ARL 44
- Leclerc

### Bepansrade spaningsfordon
- AMX 10 RC
- Panhard AML
- Panhard EBR
- Panhard ERC
- VBC-90
- VBL
- EBRC Jaguar

### Infanteristridsfordon
- AMX-10P
- VBCI
- VBMR Griffon
- Nästa Aravis
- Panhard M3
- Panhard videobandspelare
- VAB
- VXB

### Självgående artilleri
- CAESAR självgående haubits
- GCT 155 mm

### Multirollstridsfordon
- Vextra 105

### Andra Infanteristridsfordon
- Petit Véhicule Protégé

## Georgien

### Snabba attackfordon
- DELGA-1- serien

### Infanteristridsfordon
- Didgori-1
- Didgori-2
- Didgori-3
- Lazika
- TAAV

### Självgående artilleri
- ZCRS-122

## Grekland

### Stridsvagnar
- Leopard 2A6 HEL

### Infanteristridsfordon
- ELBO Leonidas-1 (kopia av Steyr 4K 7FA)
- ELBO Leonidas-2
- ELBO Kentaurus

### Hjulförsedda bepansrade stridsfordon
- Namco Tiger pansarfordon (föreslagen)
- EODH Hoplite

## Indien

### Stridsvagnar
- Arjun MBT
- Arjun Mk 1A
- T-90S Bhishma MBT (2011)
- T-72M1 Combat Förbättrad Ajeya MBT
- T-55A MBT (reserv)
- Vijayanta MBT (pensionerad)
- Tank-EX Prototyp MBT
- BMP-2 105 mm Light Tank Prototyp

### Infanteristridsfordon
- BMP-2 Sarath infanteristridsfordon
- Nag Missile Carrier Namica tankjagare
- TATA Tornfalk
- Mahindra Armored Light Specialist Fordon
- Kalyani M4
- Tarmour Heavy APC
- Aditya MPV|Aditya minskyddade personalfordon
- Takshak lätt pansarfordon
- Abhay IFV

### Självgående artilleri
- Bhim SPA
- M-46 Katapult
- K9 VAJRA T (Förbättrad version av HTW:s K9 Thunder gjord för indiska armén som överträffade sin ryska konkurrent den ryska självgående 2S19 Msta-S haubitsen)[5]

## Indonesien

### Tankjagare
- Pindad Harimau

### Brandstödsfordon
- Pindad Badak

### Infanteristridsfordon
- Pindad Anoa
- Pindad APR-1V
- Pindad APS-2
- Pindad Komodo
- Pindad Cobra
- P2 (bepansrat fordon)
- P6 ATAV

### Lätta nyttofordon
- Pindad Maung
- ILSV
- TAD Turangga

## Iran

### Stridsvagnar
- Karrar MBT
- Zulfiqar 1 MBT
- Zulfiqar 2 MBT (prototyp)
- Zulfiqar 3 MBT
- Typ 72Z Medium tank
- Tiam Medium tank
- T-72M Rakhsh T-72M-variant utvecklad av IRGC med ny ERA, sevärdheter, en RWS. och många andra uppgraderingar.
- T-72S MBT (under licens)
- Tosan lätt tank

### Tankjagare
- Aqareb Wheeled 8x8 Tank Destroyer
- Pirooz på ARAS 4x4

### Infanteristridsfordon
- Makran IFV
- Cobra BMT-2 Boragh med antingen en 30 mm Shipunov 2A42 autokanon eller en ZU-23-2
- BMP-1 APC (under licens)
- BMP-2 APC (under licens)
- Sayyad AFV
- Boragh APC
- Rakhsh 4x4 APC
- Sarir 4x4 APC
- Hoveyzeh Lätt bandvagn
- BPR-82 Sedad 23mm BTR-60PB med en obemannad ZU-23-2.
- Heidar-6 BTR-60PB med en 2A28 Grom och en ny motor.
- Heidar-7 BTR-60PB med obemannat 23 mm torn, ERA och en ny motor.

### Infanterimobilitetsfordon
- Toofan 4x4 IMV
- Ra'ad 6x6 IMV
- Roueintan 4x4 IMV
- Fateq 4x4 IMV

### Självgående artilleri
- Raad-1 Självgående artilleri
- Raad-2 Självgående artilleri
- Heidar-41 122 mm lastbilsbaserat självgående artilleri.
- HM-41 Lastbilsbaserad version för automatisk lastning

## Irak

### Stridsvagnar
- Lion av Babylon tank

## Republiken Irland

### Infanteristridsfordon
- Timoney pansarvagn

## Israel

### Stridsvagnar
- Isherman (uppgraderad M4 Sherman tank)
- Sho't (uppgraderad Centurion tank )
- Magach (uppgraderad M60 och M48 Patton))

- Sabra (uppgraderad M60 Patton tank)
- Merkava tank
  - Merkava Mk 1
  - Merkava Mk 2
  - Merkava Mk 3 (Ramaqh och Baz)
  - Merkava Mk 4 och Mk 4M Windbreaker

### Infanteristridsfordon
- IDF Nagmachon APC (baserad på Centurion- chassi)
- IDF Nakpadon APC (baserad på Centurion- chassi)
- IDF Achzarit APC (baserad på T-54/55 chassi)
- IDF Namer IFV (baserat på Merkava- chassi)
- Varg pansarfordon
- Golan pansarfordon
- Eitan AFV ( För att ersätta M113 apcs )

### Självgående artilleri
- L-33/39 Ro'em självgående haubits (baserad på M4 Sherman- chassi)
- Makmat självgående murbruk (baserat på M4 Sherman- chassi)
- MAR-290 raketartillerikastare (baserad på M4 Sherman- chassi)
- Sholef självgående haubits (baserad på Merkava- chassi)
- Rascal självgående haubits

### Ingenjörsfordon
- IDF Caterpillar D9 bepansrad bulldozer
- IDF Puma CEV (baserad på Centurion- chassi)
- IDF Nammer CEV (baserad på Merkava- chassi)
- Nemmera ARV (baserad på Merkava -chassi)

## Italien

### Stridsvagnar
- OF-40
- Ariete

### Infanteristridsfordon
- LVTP7/AAVP7A1 amfibie pansarfordon (35- köpt från USA, lokalt uppgraderad)
- Fiat CM6614
- Flera lokalt producerade M113 -varianter
- MAV 5 Pansarvagn
- VBL Puma
- VBM Freccia – Infantry Fighting Variant av Centauro
- VCC-80 Dardo
- VTML Lince
- VTMM Orso 4x4

### Tankjagare
- Centauro hjulförstörare för stridsvagnar

### Självgående luftvärn
- SIDAM 25

## Japan

### Stridsvagnar
- Typ 61
- Typ 74
- Typ 90
- Typ 10

### Bepansrade spaningsfordon
- Typ 87

### Infanteristridsfordon
- Typ 60
- Typ 73
- Typ 89
- Typ 96
- Typ 82 Kommandofordon

### Självgående artilleri
- Typ 74
- Typ 75
- Typ 99
- Typ 60 självgående murbruk
- Typ 96 120 mm bruk
- Typ 75 raketkastare

- Typ 19 155 mm självgående haubits med hjul

### Självgående luftvärn
- Typ 87

### Tankjagare
- Typ 60
- Typ 16 manöver stridsfordon

### Andra Infanteristridsfordon
- Typ 73 artilleritraktor

## Kanada
- LAV-familjen av pansarfordon med hjul:
  - AVGP : Cougar, Grizzly och Husky 6×6 pansarfordon - baserade på MOWAG Piranha
  - LAV-25 8×8 – Familj av fordon tillverkade för United States Marine Corps
  - Bison APC 8×8
  - Coyote Reconnaissance Vehicle 8×8
  - ASLAV 8×8 – Familj av fordon tillverkade för den australiensiska armén baserat på LAV-25 och Bison fordon
  - LAV III 8×8
  - Stryker 8×8 – Samproducerad i USA för USA:s armé
- Air Defense Anti-Tank System (ADATS)
- Multi-Mission Effects Vehicle (MMEV) (projekt inställt)

## Kina

### Stridsvagnar
- Typ 99 tank
- Typ 96 tank
- Typ 15 tank
- VT-4

### Infanteristridsfordon
- Typ 92 aka WZ551 hjulförsedd IFV (modern)
- ZBD-03 aka WZ-506, spårad dedikerad luftburen IFV (Modern)
- ZBD-04 spårad semi-amfibisk IFV (modern)
- ZBD-05, spårad dedikerad amfibie IFV (modern)
- ZBL-08, familj av hjulfordon inklusive IFV, APC (Modern)

## Kroatien
- M-84
- M-95 Degman
- LOV
- LOV-1

## Malaysia

### Banddrivna pansarstridsfordon
- ACV-300

### Hjulbepansrat stridsfordon
- DefTech AV8

### Hjulförsedd pansarvagn / Minbeständigt bakhåll skyddad (MRAP)
- DefTech AV4
- Mildef HMAV 4x4

## Myanmar

### Stridsvagnar
- MALT(Myanmar Army Light Tank):105 mm Lätt tank baserad på 2S1U chassi.

### Infanteristridsfordon
- BAAC-73 :(4x4)Infanteristridsfordon.[6]
- BAAC-83 :(4x4)Infanteristridsfordon.[6]
- BAAC-84 :(4x4)Infanteristridsfordon.[6]
- BAAC-85 :(4x4)Infanteristridsfordon.[6]
- BAAC-86 :(4x4)Infanteristridsfordon.[6]
- BAAC-87 :(4x4)Infanteristridsfordon.[6]
- ULARV-1 :(4x4)Infanteristridsfordon med en 14,5 mm maskingevär.
- ULARV-2 :(4x4)Infanteristridsfordon med en 14,5 mm maskingevär och ett kort räckvidd Igla-torn.
- ULARV-3 (prototyp) :(6x6)Infanteristridsfordon med en RCWS.

### Arméscoutfordon
- MAV-1 :(4 x 4)Lätt pansarfordon.[6]
- MAV-2 :(4 x 4)Lätt pansarfordon.
- MAV-3 :(4 x 4)Lätt pansarfordon.
- MAV-4 :(4 x 4)Lätt pansarfordon.
- Naung Yoe Jeep :(4 x 4)Pansarjeep.
- Inläggningsjeep:(4 x 4)Pansarjeep.

### Bepansrat luftförsvarsfordon
- MADV-1 :(4 x 4)Pansar luftförsvarsfordon baserat på lokalt tillverkad Naung Yoe pansarjeep.
- MADV-2 :(4 x 4)Pansar luftförsvarsfordon baserat på lokalt tillverkat MAV-1 lätt pansarfordon.

## Nederländerna

### Stridsvagnar
- Leopard 2A6

### Infanteristridsfordon
- DAF YP-408
- Sisu XA-188
- YPR-765 -serien
- Fennek
- Boxer MRAV
- Tpz Fuchs 1 Eloka
- Bushmaster IMV
- Stridsfordon 90

## Nordkorea

### Stridsvagnar
- Chonma-ho
- Pokpung-ho
- M2020
- PT-85

### Infanteristridsfordon
- M-2012
- M-2010
- 8×8 APC
- VTT-323
- Modell 2009
- M1992

### Självgående kanoner
- M-1978 170mm SP
- M-1974 152mm SP
- M-1975 130mm SP
- M-1992 130mm SP
- M-1977 122mm SP
- M-1981 122mm SP
- M-1991 122mm SP
- M-1992 120mm SP

## Norge

### Stridsvagnar
- Leopard 1 A5NO
- Leopard 2 A4

### Lätta stridsvagnar
- NM-116

### Hjulförsedda pansarvagnar och infanteristridsfordon
- NM135
- Flera andra M113- varianter

### Tankjagare
- NM142

## Pakistan

### Stridsvagnar
- Al-Khalid
- Al Khalid-1 (AK-1)[7]
- Al-Khalid-2 (AK-2) - (Under utveckling)[8]
- Al-Zarrar – MBT[8]
- Typ-85IIAP /T-85UG - Pakistanspecifika T-85IIAP-varianter licenstillverkades vid HIT och uppgraderades senare till T-85UG-standarder.[9][10]
- Typ 69 - T-69IIMP-varianter licenstillverkades i Pakistan.[9]

### Bepansrade bärgningsfordon
- Typ 84 - W653-variant licenserades på HIT[9]

### Infanteristridsfordon (IFV)
- Hamza IFV[11]

### Specialoperationsfordon
- Predator SOV[12]

### Multirollstridsfordon
- Hamza 8x8[13]
- Hamza 6x6[14]
- Hamza 6x6 Mk.2[15]

### Infanteristridsfordon
- ASV Dragoon - Licens gjord på HIT[16]
- Interceptor 4x4 B6 - ASV[17]
- Interceptor 4x4 B7 - ASV[18]
- Mohafiz - fordon för intern säkerhet
- M-113 - Licensgjorda inhemska varianter
  - APC Talha – pansarvagn
  - Al-Hadeed - bepansrat bärgningsfordon[8]
  - Al-Qaswa – bepansrat logistikfordon[8]
  - Sakb – Pansarkommandofordon
- Protector - ASV[19]

### Självgående kanoner
- M109 - M-109A2 SPG-licens gjord på HIT[8]

## Polen

### Stridsvagnar
- PT-91 "Twardy" – modern stridsvagn baserad på T-72
- T-72M
- PT-94 "Goryl" – prototyp/experimentell
- Leopard 2PL – modern stridsvagn baserad på Leopard 2

### Infanteristridsfordon
- IFV Borsuk – första produktionsbatch, i testning
- WPB Anders – prototyp, inställd
- BWP-2000 – prototyp/experimentell, inställd
- BWP "Puma" E8 – moderniserad BMP
- BWP "Puma" RCWS-30 – moderniserad BMP
- Infanteristridsfordon i BWP-1- serien
- SPG Kalina- serien
- OT-62 TOPAS- serien
- Opal serien
- MT-LB- serien
- KTO Rosomak – Licensierad version av Patria Advanced Modular Vehicle
- KTO Ryś – 8x8 APC baserad på SKOT APC
- KTO Irbis – 6x6 variant av KTO "Ryś"
- OT-64 SKOT

### Pansarbilar
- Dzik
- Jenot
- Honker 2000
- Tur

### Självgående artilleri
- 2S1 "Goździk" – ( pl. Nejlika ) 122 mm haubits med MT-LB-chassi, licensierad kopia av sovjetisk design
- AHS Krab – 155 mm haubits, ett modernt bandsystem
- PZA "Loara" – AA-system baserat på ett PT-91-chassi, tagits ur drift
- Poprad
- Hibernyt - ZU-23-2 kanon monterad på Star 266 lastbil
- M120 Rak - 120mm granatkastare

## Portugal

### Hjulförsedda pansarfordon
- Commando MK III APC
- Chaimit
- Pandur 8X8 APC – tillverkad i Barreiro, under licens

### Stridsvagnar
- M60A3
- Leopard 2

## Rumänien

### Stridsvagnar
- TR-580
- TR-85
- TR-85 M1 Bizonul

### Infanteristridsfordon
- TAB-71
- TAB-77
- Zimbru
- TABC-79
- Saur 1
- Saur 2
- MLI-84
- MLI-84 M Jderul
- MLVM

### Självgående artilleri
- Modell 89
- ATROM

## Ryssland

### Stridsvagnar
- Black Eagle Tank (inställd)
- T-72
- T-80
- T-90
- T-95 (inställd)
- T-14 Armata

### Infanteristridsfordon
- BTR-80
- BTR-90
- SBA-60K2 Bulat
- BPM-97
- Ural tyfon
- Kamaz tyfon
- Kurganets-25
- BMP-3
- BMD-4
- T-15 Armata
- Atom (infanteristridsfordon)

- Kornet-D

### Självgående artilleri
- 2S3 Akatsiya
- 2S31 Vena
- 2S19 Msta
- 2S35 Koalitsiya-SV

### Självgående luftvärn
- 9K35 Strela-10
- S-300 missilsystem
- Buk missilsystem
- Tor missilsystem

## Serbien

### Stridsvagnar
- M-84AS

### Infanteristridsfordon
- BOV M11
- BOV M16 Milos
- BVP M-80 AB1
- Lazar 2
- Lazar 3

### Ingenjörsfordon
- VIU-55 Munja

## Singapore

### Stridsvagnar
- Leopard 2 SG

### Pansarvagnar och infanteristridsfordon
- AMX-10P PAC90 och andra versioner
- M113 Moderniserad med 25 mm Bushmaster eller 40 mm AGL
- Bionix AFV 28-tons ersättning för M113 med 25 mm, 30 mm eller 40 mm AGL
- Bronco ATTC (All Terrain Tracked Carrier)
- Bv206 ATTC med varianter
- Terrex AV-81
- Hunter AFV

### Självgående vapen
- SSPH1 155 mm Datoriserad SP-artilleri med automatisk laddning

## Slovenien
- LKOV Valuk
- LKOV Krpan

## Sydafrika

### Stridsvagnar
- Olifant Mk1A
- Olifant Mk2

#### Prototypstridsvagnar
- Semel
- Skokiaan
- TTD

### Självgående artilleri
- G6 haubits
- T5-52

### Infanteristridsfordon
- Ratel
- Grävling
- LM13
- Mbombe

### Pansarbilar
- Eland
- Rooikat

## Sydkorea

### Stridsvagnar
- M48A5K
- K1 & K1A1/A2
- K2 Black Panther

### Infanteristridsfordon
- KAAV7A1
- K277
- K1 ARV
- K1 AVLB
- K-200 KIFV
- K21 IFV
- K-532
- KM900
- Doosan Barracuda

### Självgående artilleri
- K-55 haubits
- M110 203 mm SP Haubits
- K-9 Thunder 155 mm SP Haubits
- K-136 Kooryong MLRS
- K239 Chunmoo MLRS

### Självgående luftvärn
- K30 Biho
- K263
- Crotale (missil) K-SAM

## Sovjetunionen (senare Ryska federationen)

### Stridsvagnar
- PT-76
- T-10
- T-54
- T-55
- T-62
- T-64
- T-72
- T-80
- T-90
- T-14 Armata

### Infanteristridsfordon
- BMP-1
- BMP-2
- BMP-3
- BMD-1
- BMD-2
- BMD-3
- BRM-1
- BRDM-1
- BRDM-2
- BRDM-3
- BTR-152
- BTR-40
- BTR-50
- BTR-60
- BTR-70
- BTR-80
- BTR-D
- BTR-90
- MT-LB

### Självgående artilleri
- 2P 406mm
- 2S1 122mm
- 2S3 Akatsiya 152mm
- 2S4 240mm
- 2S5 152mm
- 2S7 203mm
- 2S9 120mm
- 2S19 152mm
- 2S23 120mm
- ASU-85 85 mm

### Självgående luftvärn
- ZSU-57-2
- ZSU-23-4
- 2K22 Tunguska
- 9K31 Strela-1
- 9K35 Strela-10
- 9K33 Osa
- Tor missilsystem

## Spanien

### Stridsvagnar
- Leopardo 2E
- M 60
- AMX 30

### Infanteristridsfordon
- Centauro VRCC (Vehículo de Reconocimiento y Combate de Caballería)
- VEC-M1

### Bepansrade spaningsfordon
- Pizarro IFV – samutveckling med Österrike ("ASCOD")

## Sri Lanka

### Infanteristridsfordon
- Avalon (MPV)
- Enhörning
- Unibuffel

## Sverige

### Stridsvagnar
- Stridsvagn 74 Medium tank
- Stridsvagn 103 S tank
- Ikv 91 Tankjagare med 90 mm lågtryckspistol
- Strv 121 Leopard 2A4
- Strv 122 Leopard 2 (svensk version)

### Infanteristridsfordon
- Stridsfordon 90
- KP-bil Terrängbil m/42 (SKP och VKP)
- Pbv 301
- Pbv 302
- Bv 308/309
- BvS 10

### Självgående artilleri
- Bandkanon 1
- Archer Artillery System

### Andra Infanteristridsfordon
- Pvkv m/43
- Lvkv fm/43
- Ikv 72
- Ikv 102
- Ikv 103
- Pvrbbv 551
- Lvrbbv 701

## Schweiz

### Stridsvagnar
- Pz-87 LEO
- Pz-68
- Pz-61

### Bepansrade spaningsfordon
- Spz2000 (CV9030)
- Piranha I 4×4, 6×6 och 8×8
- Piranha II 4×4, 6×6 och 8×8
- Piranha III 6×6, 8×8 och 10×10
- Piranha IV 8×8
- Piranha V 8×8
- SPz 63

### Självgående artilleri
- PzHb 88-95 "KAWEST"

- Örn
- Panzerjäger – 6×6 Mowag Piranha med ett TOW- missilsystem

## Storbritannien

### Stridsvagnar
- Centurion
- FV4101 Charioteer
- Conqueror Heavy Tank
- Chieftain
- Challenger 1
- Challenger 2
- Challenger 3
- Vickers MBT

### Infanteristridsfordon
- FV510 Warrior

### Bepansrade spaningsfordon
- Iller scoutbil med hjul (4×4) pansarvagn
- FV721 Fox CVR hjulförsedd (4×4) pansarvagn
- Jackal familj av fordon inklusive Jackal 2 och Coyote 6x6
- Saberbands pansarspaningsfordon
- Saladin pansarvagn med hjul (6×6).
- Scorpion spårade pansarspaningsfordon
- Pansarspaningsfordon för Scimitar

### Infanteristridsfordon
- Alvis Saracen
- Saxon
- FV103 Spartansk
- FV105 Sultan
- FV432
- Humber Pig

### Tank Destroyers
- FV102 Striker spårad pansarvärnsmissilhållare
- FV438 Swingfire pansarskyddsmissilbärare
- Humber Hornet luftdeployerbar pansarvärnsmissilhållare på hjul

### Självgående artilleri
- Abbot FV433 självgående pistol
- AS90 självgående haubits

### Självgående luftvärn
- Alvis Stormer HVM
- Spårad Rapier

### Bepansrade bärgningsfordon
- Centurion ARV Mk II
- Challenger pansarreparations- och bärgningsfordon
- FV434 pansarreparationsfordon
- Samson spårade bepansrat bärgningsfordon

### Ingenjörsfordon
- Terrier pansargrävare
- Trojansk pansaringenjörsfordon

### Andra Infanteristridsfordon
- Ocelot skyddat patrullfordon
- Shorland pansarbil internt säkerhetsfordon
- Andra Alvis Stormer- varianter

## Taiwan

### Stridsvagnar
- CM-11 Brave Tiger
- CM-12 Tank
- M1A2T (USA export)

- CM-21 pansarfordon
- CM-22
- CM-23
- CM-27
- CM-32 pansarfordon - 8x8
- V-150S

## Thailand

### Infanteristridsfordon
- BTR-3E1
- DTI Black widow spindel
- DTI 8×8 AAPC
- Panus R-600 8×8
- Chaiseri tiger 1

### Andra Infanteristridsfordon
- M113

### Självgående artilleri
- ATMOS 2000
- Soltam M-71
- M425

### Självgående luftvärn
- Bofors L/60
- Bofors L/70
- M163 Vulcan
- Oerlikon GDF

### Hjulförsedd pansarvagn / Minbeständigt bakhålls skyddad (MRAP)
- First Win
- Phantom-380 x

## Turkiet

### Stridsvagnar
- Altay
- Leopard 1T 'Volkan'
- Leopard 2NG lokalt moderniseringsprogram för Leopard 2A4
- Flera lokalt uppgraderade M60 -varianter

### Infanteristridsfordon
- ACV-15
- Akrep
- Arma
- Kobra
- Pars
- Kaya
- Kirpi
- Tulpar
- Ural
- Yavuz

### Självgående artilleri
- T-155 Fırtına

### Multiroll Infanteristridsfordon
- Amazon
- Nurol Ejder

## Tyskland

### Stridsvagnar
- Leopard 1
- Leopard 2
- VT tank
- H-400 – Designen påminner om  Mowag Piranha

### Självgående artilleri
- PzH 2000
- LARS 1 & 2
- MARS

#### Självgående luftvärnsartilleri
- Flugabwehrkanonenpanzer Gepard
- Roland (missil)

### Tankjagare
- Kanonenjagdpanzer
- Raketenjagdpanzer 1
- Raketenjagdpanzer 2
- RakJPz 3 Jaguar 1 (HOT)
- RakJPz 4 Jaguar 2 (TOW)

### Infanteristridsfordon
- Marder 1
- Puma
- Lodjur

### Spaningsfordon
- Luchs
- Fennek ersätter Luchs
- TH200 (endast prototyp)

### Infanteristridsfordon
- TPz Fuchs 1
- GTK Boxer (MRAV)
- Thyssen Henschel UR-416

### Broläggare
- Biber
- Panzerschnellbrücke 2

### Andra Infanteristridsfordon
- Wiesel 1 & 2
- Dachs
- Kodiak
- Büffel
- FV101 Scorpion
- Keiler
- ATF Dingo
- AGF Serval
- Mungo ESK
- Duro 3
- Grizzly
- JAK

## Ukraina

### Stridsvagnar
- T-55AGM[20]
- T-64BM2[21]
- T-64U (BM Bulat)[22]
- T-72MP[23]
- T-72AG[24]
- T-72-120[25]
- T-80UD[26]
- T-84[26]
- T-84-120 Yatagan[27]
- BM Oplot[28]

- BMP-1 M/BMP-1U
- BMP1-LB

- BTR-3[29]
- BTR-4[30]
- BTR-94[30]
- Dozor-B[31]

### Andra Infanteristridsfordon
- BREM-84[32]

## Ungern

### Infanteristridsfordon
- Lynx infanteristridsfordon

### Hjulförsedda pansarfordon
- Gidrán 4x4 MRAP

## USA

### Stridsvagnar
- M46 Patton
- M47 Patton
- M48 Patton
- M60 Patton
- M103 heavy tank
- M1 Abrams

#### Lätta stridsvagnar
- M24 Chaffee Light Tank
- M41 Walker Bulldog Light Tank
- M551 Sheridan Light/Airmobile Tank
- M901 Förbättrat dragfordon
- Stingray lätt tank

### Infanteristridsfordon
- AIFV
- M2 Bradley infanteristridsfordon
- BCT Ground Combat Vehicle (Inställd feb 2014. Avsedd att ersätta M113 2018 och Bradley)
- XM30 mekaniserat infanteristridsfordon

### Bepansrade spaningsfordon
- Cadillac Gage Commando
- LAV-25
- Lynx spaningsfordon
- M3 Bradley kavalleri stridsfordon

### Infanteristridsfordon
- LVTP7/AAVP7A1 amfibie pansarbärare
- Bepansrat multifunktionsfordon
- M75 pansarvagn
- M59 pansarvagn
- M113 pansarvagn
- M114 bepansrat stridsfordon

#### Hjuldrivna stridsfordon
- Buffel
- Kajman
- Puma
- Oshkosh L-ATV
- Oshkosh M-ATV
- Osprea Mamba
- Internationell Maxxpro
- Internationell MXT-MV
- M1117
- Cadillac Gage Ranger
- RG-33
- Stryker (samproducerat i Kanada)
- Textron taktiskt pansarpatrullfordon

### Självgående artilleri
- M56 haubits
- M50 Ontos självgående gevär
- M107 175 SP Haubits
- M108 105 SP Haubits
- M109 155 mm SP Haubits
- M110 203 SP Haubits
- M84 Mortel
- M1128 mobilt pistolsystem
- M109L
- M1299 155mm SP Howitzer
- M270 Multiple Launch Rocket System
- M1064 murbruksbärare

### Självgående luftvärn
- M42 40 mm självgående luftvärnspistol
- M163 Vulcan luftförsvarssystem
- M247 Sgt. York DIVAD
- M6 Bradley Linebacker SHORAD
- M730 Chaparral Självgående SAM launcher
- M167 VADS

### Tekniska stödfordon
- M1150 Assault Breacher Vehicle (militärt ingenjörsfordon)
- Caterpillar D9 bepansrad bulldozer

### Multiroll Infanteristridsfordon
- Cadillac Gage LAV 300, konfigurerbar som ett självgående luftvärnsfordon, pansarfordon eller pansarvärnsmissilbärare.
- En pansar Humvee kan, beroende på dess konfiguration, fungera som ett spaningsfordon, infanterimobilitetsfordon eller, när den är utrustad med en TOW -missil launcher, ett lätt pansarvärnsfordon.

### Andra Infanteristridsfordon
- M132 bepansrad eldkastare
- M58 Wolf rökgenererande fordon
- M1 Panther II (minröjningsfordon)

## Vietnam

### Infanteristridsfordon
- XCB-01

### Amfibiska pansarvagnar
- XTC-02

## Zimbabwe

### Infanteristridsfordon
- Crocodile bepansrad Infanteristridsfordon
- MAP45 Pansarvagn
- MAP75 Pansarvagn

- Minskyddat stridsfordon – MPCV
- Bullet TCV (endast prototyp)
- Gazelle FRV (endast prototyp)

## Österrike
- Saurer 4K 4FA- serien (Schützenpanzer A1)
- Steyr 4K 7FA
- SPz Ulan – samutveckling med Spanien ("ASCOD").
- Pandur I 6x6
- Pandur II 6x6 och 8x8
- SK-105 Kürassier